# Unterengadiner Fenster

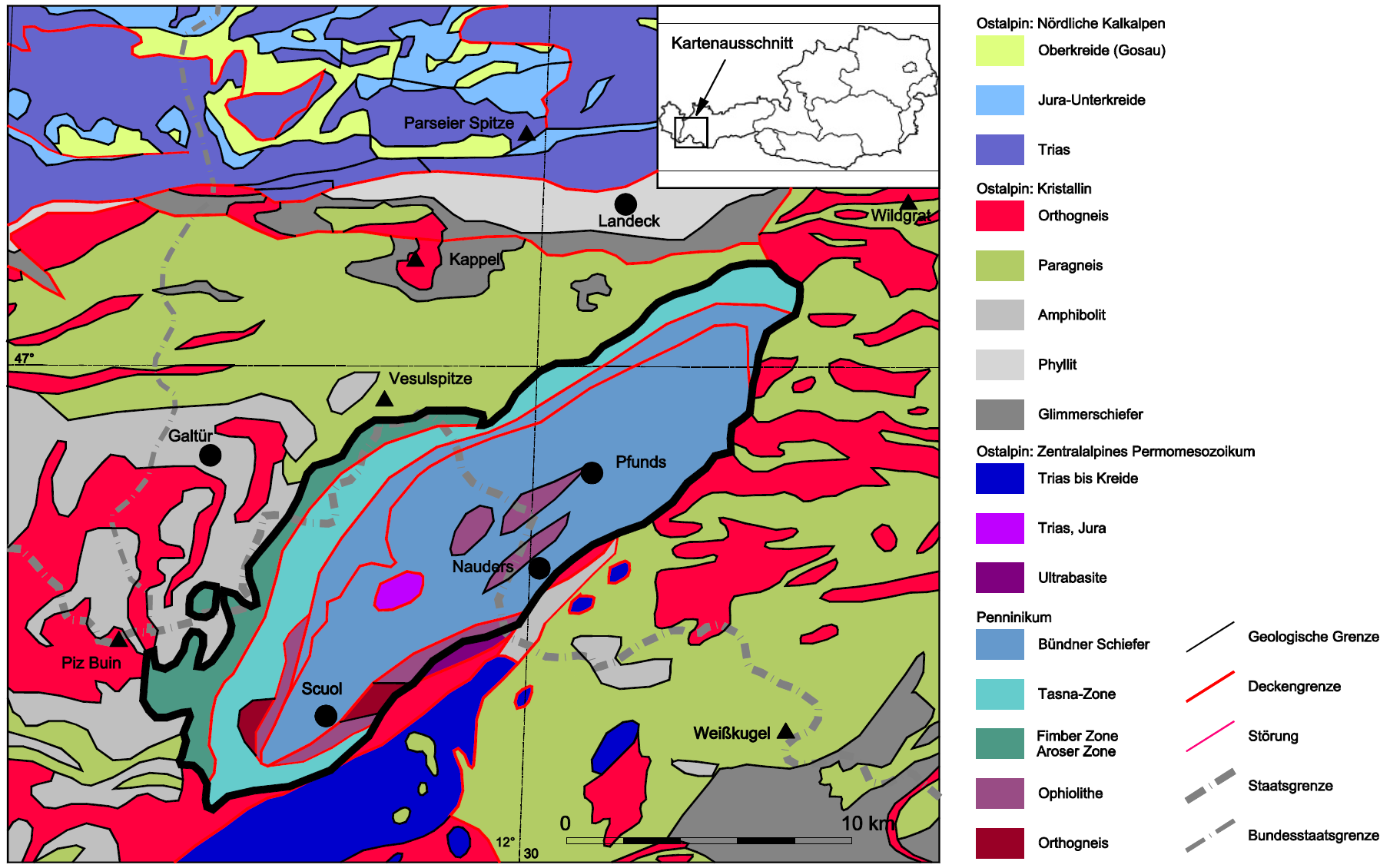
Geologische Skizze des Engadiner Fensters

Das Unterengadiner Fenster oder auch Engadiner Fenster ist ein tektonisches Fenster der Alpen im Gebiet des Unterengadin (Graubünden) und der talab anschließenden Landschaft Oberes Gericht (Tirol). Umgeben von ostalpinen Decken treten hier über eine Strecke von rd. 55 km entlang des Inntals penninische Decken und Schuppen zu Tage.
Dem Lauf des Inns entsprechend, der das Fenster im Wesentlichen erzeugt hat, hat es eine in SW-NO-Richtung gestreckte, ovale Form. Sein südwestliches Ende liegt bei Giarsun, das nordöstliche bei Prutz. Dazwischen erreicht es bis zu 17 km Breite. Es liegt etwa zu gleichen Teilen in der Schweiz und in Österreich; die beiden Teile wurden deshalb in der Vergangenheit mit unterschiedlichen Ansätzen erforscht.

## Geologische Bedeutung
Das Unterengadiner Fenster ist ein Schlüsselgebiet der Alpengeologie:
- Das Unterengadiner Fenster spielt ebenso wie das Rechnitzer Fenster, Tauernfenster und das etwa 20 km nordwestlich liegende Gargellenfenster für die Erforschung des Baustils der Alpen eine große Rolle. Hier tritt der tiefere Untergrund zu Tage, der fast überall sonst in den östlichen Alpen von den tektonischen Decken des Ostalpins überdeckt wird.
Die fensterartigen Aufschlüsse tieferer Baueinheiten unter den rahmenden ostalpinen Decken hier und im Tauernfenster waren 1903 die ersten Hinweise auf seitliche oder subhorizontale Transporte von Gesteinsmassen über größere Entfernungen: Es war anzunehmen, dass die höheren Decken den tieferen überschoben wurden; durch damals noch unbekannte Kräfte aus dem Erdinneren.[1][2]

- Aufgrund der großen Mächtigkeiten der hier aufgeschlossenen Bündnerschiefer und ihrer besonders einförmigen Entwicklung lassen sich strukturelle Änderungen ausgezeichnet verfolgen: Dazu gehören die Raumlage der Schieferflächen, die Orientierung von Falten verschiedenen Alters, die durch verformte Mineralien markierte Streckungslineation und andere.
Dadurch konnte zuerst der Ablauf der Gebirgsdeformation präzisiert werden und dann zum ersten Mal in den Alpen ein weitgehender Zusammenhang der Bewegungen von Lithosphärenplatten und alpinen Baueinheiten (hier die Decken und Schuppen des Fensters) nachgewiesen werden.
Damit wurden Ähnlichkeiten zwischen Richtungen, Drehsinn und Drehwinkeln der von außen wirkenden Kräfte und der Bewegungen im Inneren des alpinen Deckenstapels über rund 75 Ma (Zeitraum von der Oberkreide bis zum Ober-Miozän) erkannt. Diese Ergebnisse haben das zuvor als gültig angesehene Westbewegungsmodell der Alpenkinematik widerlegt.[3]

## Das Inntalgewölbe

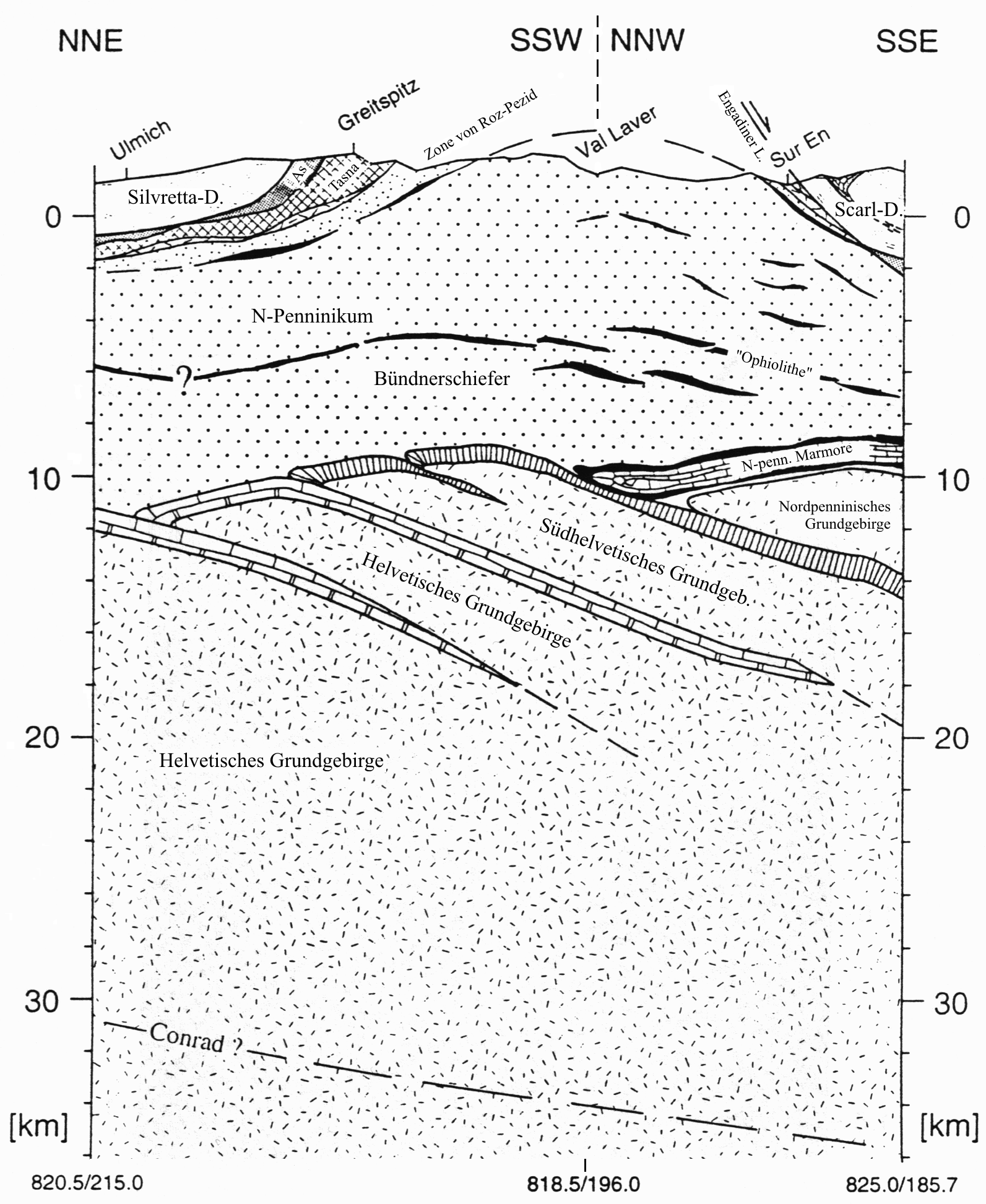
Struktur der alpinen Erdkruste im Bereich des Engadiner Fensters (nach Hitz & Pfiffner 1994, zeichnerisch verändert).
Das Inntalgewölbe bildet sich nur in den oberen 10 km bis 12 km der Kruste ab. Der eventuell vorhandene, durch die Engadiner Störung tiefer gesetzte SO-Teil des Gewölbes fehlt.
As = Arosa-Zone, Tasna = Tasna-Zone, Conrad = Conrad-Diskontinuität. Unten SK-Koordinaten der Profil-Enden und des Profilknicks im Datum CH1903.

Auch wenn der Inn und seine Zuflüsse sowie der eiszeitliche Inngletscher die höheren ostalpinen Decken im Gebiet des Fensters abgetragen haben, sind die penninischen Baueinheiten nur freigelegt worden, weil eine Wölbung der alpinen Erdkruste die Unterflächen der ostalpinen Decken nach oben verlegt hat, also in den Wirkungsbereich der Erosion. Die zugehörige Gewölbestruktur heißt Inntalgewölbe.
Das Gewölbe (= der Bereich relativer Hochlage der Deckenunterflächen). ist größer als das von der Erosion freigelegte penninische Gebiet (= Engadiner Fenster und Nebenfenster). Die Mitte des Inntalgewölbes liegt vermutlich in der Mitte des Engadiner Fensters, etwa im Gebiet des Piz Mundin. Seinen höchsten Punkt hat es aber in der Gegend von Pfunds bis Lafairs im schmalen Nordostteil des Fensters. Dort hat das Gewölbe steile Flanken und taucht steil gegen Nordosten ab. Gegen Südwesten tauchen die Decken sanfter ab, ebenso die Flanken des Gewölbes im Südwesten.
Wie das Fenster hat auch das Gewölbe eine Südwest-Nordost verlaufende Längsrichtung. Mehrere parallel laufende „Wellen“ der Deckenunterflächen sind erkennbar (Antiklinorium). Darauf ist der stark zerlappte Fensterrand im flach einfallenden Südwesten des Gewölbes zurückzuführen. Die Auslappungen, „Exklaven“ und „Enklaven“ des Fensters haben eigene Namen. Vom Inn bei Giarsun gegen Norden folgen:
- Halbfenster von Giarsun
- Halbfenster von Val Tuoi
- Halbfenster von Urezzas
- Breitwassertal-Halbfenster
- Laraintal-Halbfenster (2 Stück)

Zwischen den Halbfenstern liegen Halbklippen (Auslappungen der Silvretta-Decke). Innerhalb des Gebiets der Silvretta-Decke und rd. 3 km außerhalb des Engadiner Fensters liegt auf der NW-Flanke des Inntalgewölbes das kleine …
- Jamtalfenster

Innerhalb des Gebiets des Engadiner Fensters liegen in Mulden des Inntalgewölbes außerdem 2 Klippen der Silvretta-Decke:
- Paulcketurmklippe
- Larainklippe

Jenseits der Engadiner Störung setzt sich das Inntal-Antiklinorium vermutlich in den Großfalten der Scarl-Decke nach Südosten fort.
Das Inntalgewölbe dürfte sich nicht durch die gesamte regionale Erdkruste pausen. Nach Auswertungen seismischer Profile im Rahmen des NFP20 scheint es nur im ostalpinen und im penninischen Stockwerk angelegt zu sein, während das tiefere helvetische Stockwerk einen Stapel von Krustenschuppen bildet. Noch tiefer folgt der nur wenig deformierte Teil der europäischen Kruste. In den höheren Stockwerken ist die Deformation am stärksten, wobei die penninischen Gesteine mit ihrer pauschal geringen Scherfestigkeit ein Entkoppeln der Bewegungen zwischen den oberen Stockwerken und dem helvetischen Stockwerk ermöglicht haben. Der zusätzliche Zusammenschub hat dann im Bereich über dem Schuppenstapel zur Bildung des Gewölbes geführt.

## Gebirgsbau im Engadiner Fenster

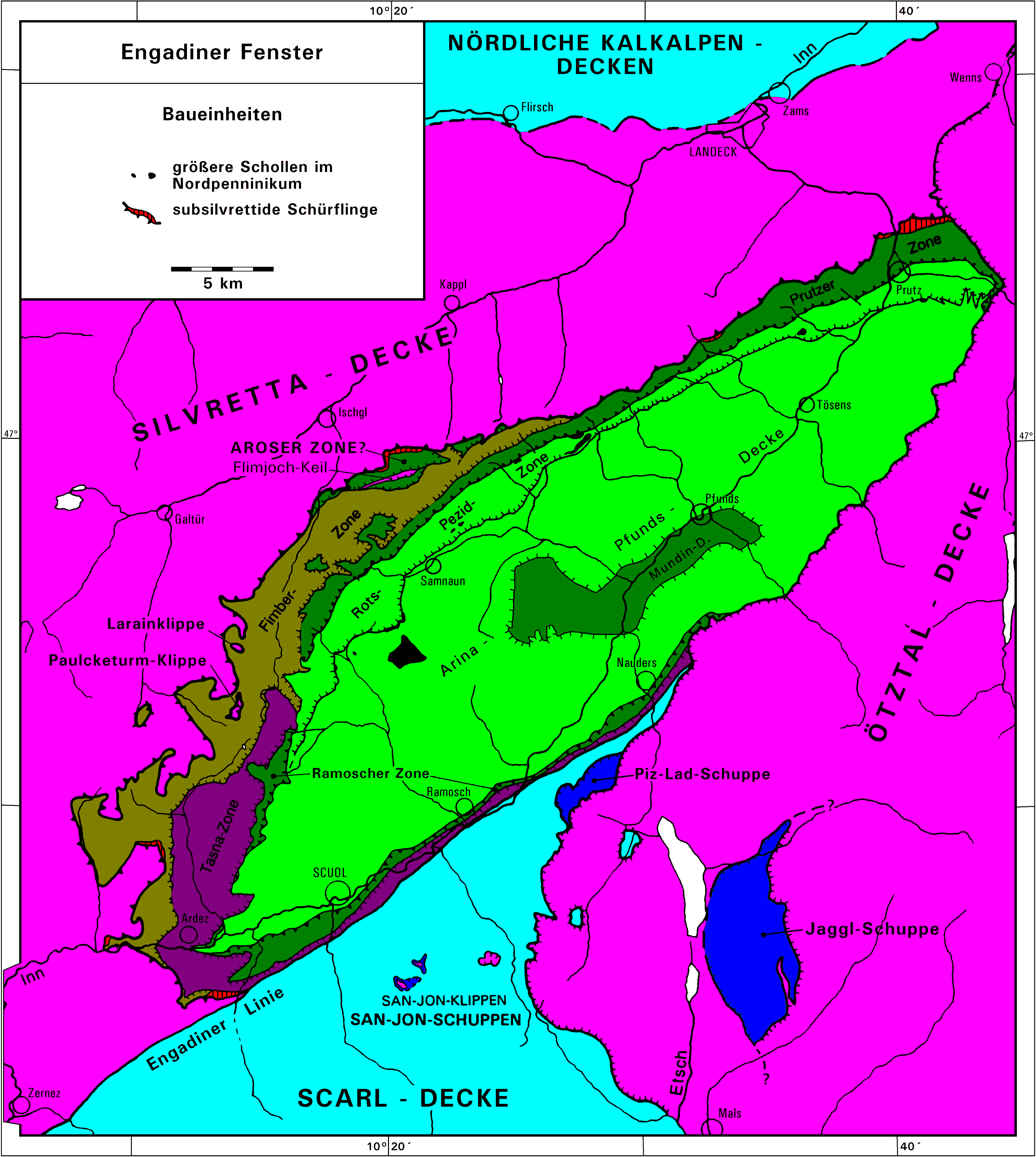
Tektonische Kartenskizze des Engadiner Fensters und seiner Umgebung

### Überblick
Im Engadiner Fenster wurde das vom Ostalpin überfahrene und dann bis in das Jungtertiär darunter begrabene Penninikum wieder freigelegt. Die anfangs einheitliche ostalpine Schubmasse liegt heute in 3 Decken vor:
- Silvretta-Decke, mit normalem Überschiebungskontakt zum Penninikum
- Scarl-Decke (auch S-charl-Decke), an der Engadiner Linie in die Tiefe gebrochen, daher mit weitgehend erhaltener Sediment-Auflage
- Ötztaldecke, in einer späten Bewegungsphase auf das schon freigelegte Fenster und alle benachbarten Baueinheiten überschoben

Das Penninikum und seine ozeanische oder kontinentale Basis liegt selbst in mehreren Decken oder Schuppenzonen (auch: tektonometamorphe Zonen) vor. Außer penninischen Baueinheiten sind ostalpine Schuppen direkt unter der Silvretta-Decke exponiert. Von tektonisch höher nach tektonisch tiefer folgen:
- Subsilvrettide Schürflinge, Flimjoch-Keil
- Fimberzone (inklusive Arosa-Zone)
- Tasna-Zone
- Zone von Rots-Pezid
- Pfundser Zone

Der Begriff der 'Zone' im Engadiner Fenster spiegelt die Schwierigkeit und Unsicherheit der geologischen Erforschung. Er meinte ursprünglich eine sedimentäre Zone, d. h. einen langgestreckten Aufschluss, in dem sich die Gesteine vom Liegenden sowie vom Hangenden petrographisch unterscheiden, ohne dass eine echte Stratigraphie aufgestellt werden konnte. Als im Lauf der Zeit der Decken- und Schuppenbau im Fenster erkannt wurde, blieb der Zonenbegriff erhalten und wurde tektonisch umgedeutet. Er bedeutet nun 'Schuppenzone', d. h. einen langgestreckten Aufschluss, der aus Schuppen aufgebaut ist, die demselben Ablagerungsraum entstammen. Wenn der Versatz zwischen den Schuppen klein ist im Vergleich zum Versatz der ganzen Schuppenzone gegen die liegenden und hangenden Zonen, dann kann man von einer Decke sprechen. Das trifft auf die Pfundser Zone zu.
Durch das Abtauchen der Flanken des Inntalgewölbes nach NW und SO sowie der Gewölbeachse nach NO und SW erzeugte die Erosion eine zwiebelschalenförmige Anordnung dieser Baueinheiten. Jedoch kommen nicht alle Einheiten rund um den Fensterrahmen vor; manche keilen aus, andere sind von der Engadiner Störung abgeschnitten, andere von der Ötztaldecke abgedeckt (s. u. Tektonische Entwicklung). Grundsätzlich setzen sich alle im Fenster aufgeschlossenen Baueinheiten auch unter den rahmenden ostalpinen Decken fort, bis sie auskeilen.
Andere Baueinheiten in ähnlicher oder gleicher tektonischer Position tauchen im Osten im Tauernfenster, im Westen im Gargellenfenster und im Prättigauer Halbfenster wieder auf, von wo der Kontakt Penninikum-Ostalpin nach Süden bis in die Bernina-Alpen verfolgt werden kann. Der Nordrand der Silvretta-Decke ist der Überschiebungskontakt zu den Decken der Nördlichen Kalkalpen; dementsprechend tritt hier kein Penninikum zu Tage, sondern erst wieder an Störungen innerhalb der Kalkalpen und an deren Nordrand. Der Zusammenhang des im Prättigau, im Inntal und in den Hohen Tauern aufgeschlossenen Penninikums wird eindrucksvoll dokumentiert durch den geomagnetischen Nachweis der für das Penninikum typischen Ophiolithe unter der Silvretta-Decke sowie unter der Ötztaldecke. Somit ist klar, dass die folgend von unten nach oben beschriebenen Baueinheiten nicht zwangsläufig in Beziehung zum Engadiner Fenster stehen: Sie sind dort nur aufgeschlossen!

### Pfundser Zone
Name: Nach dem zentral gelegenen Ort Pfunds, entwickelt aus dem älteren Begriff Pfundser Serie, der auf stratigraphische Eigenheiten abhebt und den tektonischen Charakter dieser Baueinheit noch nicht widerspiegelt. Seit der Entdeckung eines strukturell unterscheidbaren Kerns und der seiner Hochdruckmetamorphose wird die Pfundser Zone auch in die tiefere Mundin-Decke und die höhere Arina-Decke (oder Arina-Pfunds-Decke) geteilt.
Drei Gruppen von Gesteinen bauen die Einheit auf: Ophiolithe, Bündnerschiefer und ostalpine Schollen.
Die Ophiolithe umfassen tholeiitische Kissenlaven, Basalte, Basaltgänge, Brekzien von Kissenlaven, Hyaloklastite und vereinzelte Radiolarite. Die Mächtigkeit kann nicht genau angegeben werden, beträgt aber weit mehr als 100 Meter. Aufgrund geochemischer Kriterien werden sie als ozeanische Kruste des Walliser Troges angesehen. Als Bildungsalter wird generell der Zeitraum Callovium bis Cenomanium angesetzt.
Die tiefsten aufgeschlossenen Gesteine des Fensters sind die Bündnerschiefer der Pfundser Zone. Darunter sind wiederum Ophiolithe zu vermuten, weil sich in tektonisch höheren Stockwerken der Schuppenzone die Abfolge Ophiolith – Bündnerschiefer mehrmals wiederholt. Die den Ophiolithen auflagernde Folge der Bündnerschiefer wird klassisch dreigeteilt. Ein neuerer Gliederungsversuch stammt von Bertle (2004). Der Zusammenhang mit der klassischen Gliederung ist nur bei den Bunten Bündnerschiefern eindeutig (s. Tabelle):
| Klassische Gliederung der Bündnerschiefer (vom Hangenden zum Liegenden) | Gliederung der Bündnerschiefer nach Bertle 2004 (vom Hangenden zum Liegenden)                 |
| ----------------------------------------------------------------------- | --------------------------------------------------------------------------------------------- |
| Bunte Bündnerschiefer                                                   | Malmurainza-Formation (>100 m; Turbidite; Oberkreide)                                         |
| Saderer-Joch-Serie basale Graue Bündnerschiefer                         | Fuorcla-d'Alp-Formation (rd. 10 m; in einem ozeanisch-anoxischen Ereignis entstanden; Albium) |
| Saderer-Joch-Serie basale Graue Bündnerschiefer                         | Gault-Formation (rd. 40 m; flyschoide, sandig-tonige Folge; Aptium/Albium)                    |
| Saderer-Joch-Serie basale Graue Bündnerschiefer                         | Tristel-Formation (rd. 30 m; turbiditisch; Barremium/Aptium)                                  |
| Saderer-Joch-Serie basale Graue Bündnerschiefer                         | Kalkschiefer (rd. 20 m; an der Basis Tuffite; Neokom)                                         |

Aufgrund des am Piz Mundin gefundenen Isoklinalfaltenbaus mit überkippter Lagerung und Reduplikationen werden bei Bertle auch die früher mit 1500 bis 2000 Meter angesetzten Mächtigkeiten nur noch auf rund 500 Meter eingeschätzt.
Mangels Fossilien lassen sich die Schiefer schlecht datieren; für die Ablagerung der Grauen Bündnerschiefer wird jedoch vom Zeitraum Dogger bis Campanium ausgegangen (später als die Ophiolithe). Die Saderer-Joch-Serie stammt aus dem Maastrichtium, datiert anhand von Orbitoiden. Die Bunten Bündnerschiefer reichen dann bis ins Eozän. In den Bündnerschiefern stecken mehrere Schollen ostalpiner Fazies mit Trias-Altern.
Die Schieferflächen bilden eine nordost-südwest-streichende Antiklinale, bzw. ein Antiklinorium, ähnlich dem des Inntalgewölbes. Jedoch bilden die Fallwinkel der Schieferantiklinale das Gewölbe nur indirekt ab, die Schieferantiklinale ist ein Epiphänomen des Inntalgewölbes.
In der Mitte ihrer axialen Kulmination erreichen die Bündnerschiefer epizonale Metamorphosegrade (Hochdruck-Niedrigtemperatur-Metamorphose, HP/LT – Untere Grünschieferfazies mit Neubildung von Aktinolith, Karpholith und Pumpellyit). Die Metabasalte der Ophiolithe zeigen neben Crossit und Lawsonit sogar blauschieferfazielle Überprägung anhand von Glaukophan. Die Metamorphose erreichte Drucke zwischen 1,1 und 1,3 GPa im unteren Abschnitt der Pfundser Zone (Mundin-Einheit), entsprechend einer Tiefe von zirka 30 bis 35 Kilometern, bei einer Temperatur von 350 bis 375 °C. In höheren Bereichen (Arina-Einheit) schwächten sich die Metamorphosebedingungen auf 0,6 GPa und 300 °C ab. Es ist nicht bekannt, ob unter den Bündnerschiefern noch die im Tauernfenster bekannten Zentralgneise mit auflagerndem Hochstegenmarmor vorhanden sind.
Die Pfundser Zone wird von der Zone von Rots-Pezid tektonisch überlagert.

### Zone von Rots-Pezid
Name: Die Einheit wurde im Lauf der Forschung verschieden abgegrenzt und mit zahlreichen Namen belegt. Teils noch in Gebrauch sind Zone von Roz-Champatsch-Pezid und Zone von Champatsch, wobei der Namensbestandteil Champatsch von den früher in dieser Zone inbegriffenen Ophiolithen der Alp Champatsch stammt (bei Scuol). Sie wurden schon 1941 von den liegenden Bündnerschiefern getrennt und 1972 der neu aufgestellten Schuppe von Ramosch zugeschlagen (s. u. Tasna-Zone). Der Bestandteil Roz stammt von einer älteren Schreibweise des heutigen Piz Rots bei Samnaun.
An der Liegendgrenze der Einheit befindet sich eine Schürflingszone. Schuppenartig sind hier Altkristallin, Quarzite und Karbonate aus der Trias (kristalliner Kalk, tonig-mergeliger Schiefer und Dolomit), Marmore aus Jura und Kreide, Ophiolithe (mit Tristelschichten und Gault) und kreidezeitlicher Flysch miteinander vermischt. Die Schürflingszone zeigt Affinitäten zum Wildflysch der Feuerstätter Decke.
In dieses tektonische Niveau gehören auch die unterostalpinen Schuppen am Stammerspitz, Frudiger und Burgschrofen. Als Härtlinge bilden sie jeweils markante Gipfel. Am Stammerspitz beginnt die Abfolge mit triassischem Hauptdolomit und Kössener Schichten, es folgen im Jura bunter Lias und Liasbrekzien, sodann Fleckenmergel, Quarzite, Radiolarite und schließlich Aptychenschichten. Aufgrund fazieller Verwandtschaft wird die Schuppe als Auslieger der Err-Bernina-Decke gedeutet.
Über der Schürflingszone schließt sich die eigentliche Zone von Roz-Pezid an, die ebenfalls stark gestört ist. Sie bildet eine schiefrig-sandig-kalkige Abfolge von 200 bis 1000 Metern Mächtigkeit. Die Zone enthält Graue Bündnerschiefer mit inliegenden Bunten Bündnerschiefern und tonigen Äquivalenten der Tristelschichten und des Gaults und wird als niedrig metamorpher Flysch gedeutet.
Die Zone von Rots-Pezid wird von der Tasna-Zone überlagert.

### Tasna-Zone
Name nach dem Vorkommen um das Val Tasna (Silvretta-Gruppe).
Die mittelpenninische Tasna-Zone beginnt mit der ophiolithreichen Ramoscher Zone im Südwesten, die nach Nordosten in die Prutzer Zone übergeht. Die Ramoscher Zone führt phyllonitisiertes Altkristallin, das möglicherweise aus Paläozoikum hervorgegangen ist, gefolgt von rudimentärem Permomesozoikum, bestehend aus Ladiser Quarzit (Untere Trias), Dolomitlinsen und Bunten Keuper mit Gips. Sie entstammt wahrscheinlich einem intrapenninischen Schwellenbereich. Die assoziierten Ophiolithmassen mit Magnesitgängen, Nickelerz und Kupferanreicherungen sind jedoch bei einer solchen Interpretation problematisch, es sei denn, die Ramoscher Zone stellt den unmittelbaren Übergangsbereich von kontinentaler Fazies (Briançonnais) zur ozeanischen Fazies des Walliser Trogs dar. Die Ophiolithmassen bestehen hauptsächlich aus serpentinitisiertem Peridotit mit assoziierten Ophicalciten und Serpentinitbrekzien. Linsenförmige Metagabbros finden sich im und in der Nähe des Peridotits.
Die Prutzer Zone enthält gesichertes Paläozoikum, zusammengesetzt aus Quarzphyllit und Eisendolomit mit Fahlerz, Kupferkies und Arsenkies. Es folgen recht mächtiger Ladiser Quarzit, fossilführende Triasgesteine sowie Graue und Bunte Bündnerschiefer.
Über die Ramoscher Zone schiebt sich die sehr unterschiedlich aufgebaute Tasna-Decke. Sie führt an ihrer Basis den Tasna-Granit, einen grünen (durch Chloritisierung), epimetamorphen Granitgneis, der auch in der Falknisdecke und in der Sulzfluhdecke auftritt. Über dieser kristallinen Basiseinheit kontinentalen Ursprungs folgt im Normalfall eine spärlich ausgebildete Permotrias mit Kristallinbrekzien und Rhyolithen, transgredierendem Hauptdolomit, quarzitischem Keuper mit Gips und bunten Tonschiefern, fossilreichem Steinsberger Lias und Falknisbrekzien, sodann pelagische Kalksteine aus dem Mittleren Jura und schließlich Malmkalke. Ferner folgen kretazische Neokomschiefer, Tristelschichten mit Orbitoliniden, mächtige Sandsteine des Gault (am Piz Tasna), Glaukonit-Quarzite, nur wenige Meter mächtig werdende Quarz-Sandsteine, graue Mergel und Couches Rouges mit Globotruncanen aus der Oberkreide. Den Abschluss der Tasna-Decke bildet paläogener Flysch. Die Tasna-Decke wurde unter den Bedingungen der unteren Grünschieferfazies metamorphosiert.

### Fimberzone
Name nach dem Fimbertal, das die Samnaun-Gruppe von der Silvrettagruppe trennt.
Die Fimberzone (einschließlich Arosa-Zone) führt im Verband mit verschiedenen Flyschen (Idalpsandstein aus dem Dogger, mögliche Flysche aus dem Malm, dem Neokom und dem Aptium, sowie Höllentalflysch aus dem Cenomanium/Turonium) Tasna-Schürflinge. Sie stellt ferner eine stark verformte tektonische Mischungszone dar, die aus Triasdolomiten, Quarziten, Radiolariten, Schwarzschiefern aus dem Hauterivium/Aptium und insbesondere Ophiolithen (welche in der unterlagernden Tasna-Decke fehlen) besteht. Die Ophiolithfolge der Idalp ist aus Serpentiniten, Gabbros, Diabasen und Basalten des südpenninischen Ozeans aufgebaut. Sie weist eine doppelte Metamorphose auf: eine ozeanische Hochtemperaturmetamorphose und eine spätere Hochdruckmetamorphose. Die Hochdruckmetamorphose fand bei Drucken zwischen 0,7 und 0,9 GPa und Temperaturen bei rund 250 °C statt (Übergang von der Grünschiefer- zur Blauschieferfazies).
Die intensive Tektonisierung der Fimberzone beruht auf der vorgosauisch (noch vor dem Coniacium) erfolgten Überfahrung des Silvrettakristallins.

### Subsilvrettide Schürflinge, Flimjoch-Keil
Unter der eigentlichen Silvretta-Decke ist noch ein löchriger Teppich von mittelostalpinen Spurschollen erhalten geblieben. Es handelt sich um Trias- und Kristallinschollen, die mehrere Kilometer breit sein können. Die Schürflinge kommen ausschließlich entlang der Silvretta-Überschiebung vor, das heißt dort, wo der Überschiebungskontakt ohne spätere Komplikationen geblieben ist. Am Westrand der Silvretta-Decke gegen das Prättigauer Halbfenster tauchen sie wiederum auf, dort mit dem Lokalnamen 'Madrisa-Schollen' belegt.
Die Schürflinge ostalpiner Fazies und die Kristallinspäne – wie der Flimjoch-Keil – sind vermutlich überfahrene Stirnschuppen des Silvrettakristallins; auch eine unterostalpine Herkunft ist diskutabel.

### Ostalpiner Rahmen
Der penninische Deckenstapel im Unterengadiner Fenster wird aus östlichen und südlichen Richtungen von der Silvretta-Decke überfahren, die den West- und Nordteil der Umrahmung bildet. Entlang ihrer Basis zeigt sie gelegentlich Pseudotachylit-Gänge – Zeugen der bei den Überschiebungsvorgängen freigewordenen Reibungswärme. Der östliche Fensterrahmen wird von der riesigen Ötztal-Decke gebildet, die entlang der Schlinig-Überschiebung in WSW-Richtung über die Silvretta-Decke und die Engadiner Dolomiten glitt. Aufgrund dieser Verhältnisse bezeichnete bereits Bruno Sander das Unterengadiner Fenster als Scherenfenster. Im Nordosten finden sich als Umrahmung dann permomesozoische Sedimente, die an der Thial-Puschlin-Störung zwischen die Silvretta-Decke und die nach Norden folgende Phyllitgneiszone eingeschuppt wurden.

### Engadiner Lineament
Auf seiner Südostseite wird das Fenster von einer überregionalen Störung abgeschnitten, der Engadiner Störung (auch Engadiner Lineament oder Engadiner Linie). Es handelt sich hier um eine sinistrale Seitenverschiebung, die jedoch gleichzeitig die Nordwestseite des Fensters anhob, so dass auf der Südostseite die über den Bündnerschiefern gelegenen Gesteinsabfolgen teilweise verstümmelt (wie z. B. die Tasna-Zone) vorliegen oder ausbleiben (es fehlt die Zone von Rots-Pezid).

## Tektonische Entwicklung
Die tektonische Entwicklung des Unterengadiner Fensters erklärt sich im Zusammenhang mit der Überschiebung des Ostalpins über den dreigeteilten penninischen Sedimentationsraum. Dabei kommen Relativbewegungen in nordöstliche, nördliche, nordwestliche und westliche Richtungen vor.
Bereits gegen Ende der Unterkreide im Oberen Barremium/Aptium vor rund 125 bis 120 Millionen Jahren erfolgte im Ostalpin der Übergang von einem passiven zu einem aktiven Kontinentalrand. Erste Bewegungen des überfahrenden Ostalpins und Subduktionsvorgänge lassen sich im Albium, im Cenomanium und im Turonium unterscheiden, wobei die turonische Phase der bereits erwähnten vorgosauischen Phase entspricht. Die ostalpinen Sedimente und ihre kristalline Unterlage wurden abgeschert und entwickelten sich zu den ostalpinen Decken. Im Gebiet des heutigen Engadiner Fensters führte dies zur allmählichen Herausbildung der Silvretta-, Scarl- und Ötztal-Decken und eines Akkretionskeils an ihren Fuß. Dieser Akkretionskeil war der Vorläufer der im Fensterinneren aufgeschlossenen tektonometamorphen Zonen.
Die paläogeografische Anordnung dieser Zonen spiegelt sich dabei in ihrer jetzigen räumlichen Anordnung im Deckenstapel wider: Die südpenninische Fimberzone (mit der Arosa-Zone) als am weitesten südlich gelegene Einheit liegt unmittelbar unter dem Ostalpin, darunter folgt der weiter nördlich gelegene Schwellenbereich der Tasna-Zone (nördlichster Ausläufer des mittelpenninischen Briançonnais) und zuunterst die am weitesten im Norden gelegenen nordpenninischen Zonen von Rots-Pezid und Pfunds, die dem Walliser Trog entstammen.
Während der Zeit der Gosau (im Campanium) wird der südpenninische Sedimentationsraum (Fimberzone) verschluckt und der Ostalpenbereich erfährt eine erste Metamorphose (Eo-alpine Metamorphose vor rund 110 bis 90 Millionen Jahren, mit Abkühlaltern bis 65 Millionen Jahren). Zwischen dem Oberen Campanium und dem Paläozän dürfte es bereits zu einer erstmaligen isostatischen Anhebung des sich heranbildenden Akkretionskeiles gekommen sein, angedeutet durch ein Aussetzen der marinen Gosausedimentation in Kärnten. Während des Paläozäns und des Eozäns rückte der Deckenstapel dann in den nordpenninischen und sogar in den helvetischen Sedimentationsraum vor und beendete den Akkretionsvorgang. Die enorme Auflast führte zum Temperaturanstieg und bewirkte im Penninikum des Fensterinneren während des Oberen Eozäns, des Oligozäns und Unteren Miozäns eine Metamorphose der Unteren Grünschieferfazies (eigentliche alpine Metamorphose im Zeitraum 38 bis 16 Millionen Jahre BP, mit thermischem Maximum um 30 Millionen Jahre). Am stärksten wurde natürlich die zuunterst liegende Pfundser Zone betroffen (Mundin-Einheit).
Auf die alpine Metamorphose folgte dann die generelle Heraushebung und weitere Abkühlung des Orogens, dokumentiert anhand von radiometrischen Altersbestimmungen an Hellglimmern und Spaltspurenaltern an Zirkon und Apatit.
Die Einengung der Ostalpen war aber damit noch nicht beendet, sondern Subduktion und Akkretion verlagerten sich an den nördlichen Alpenrand. In diesem Zusammenhang kam es dann im Zeitraum 10 bis 5 Millionen Jahre BP (Oberes Miozän) auch zur Anlage des Inntalgewölbes. Die eigentliche erosive Entstehung des Fensters begann spätestens im Messinium (Sarmatium) vor rund 7 Millionen Jahren, da die Basis der Silvretta-Decke in dieser Zeit erstmals vom Inn angeschnitten wurde (aus der Deckenbasis stammende Pseudotachylite wurden als Gerölle in der Chiemgauer Molasse nachgewiesen). Ab dem Pliozän unterliegt der Bereich um das Unterengadiner Fenster isostatischen Ausgleichsbewegungen.
Das linksverschiebende Engadiner Lineament wurde frühestens im Rupelium vor 30 Millionen Jahren wirksam, belegt durch den Versatz der Kontaktaureole um den Bergeller Pluton.

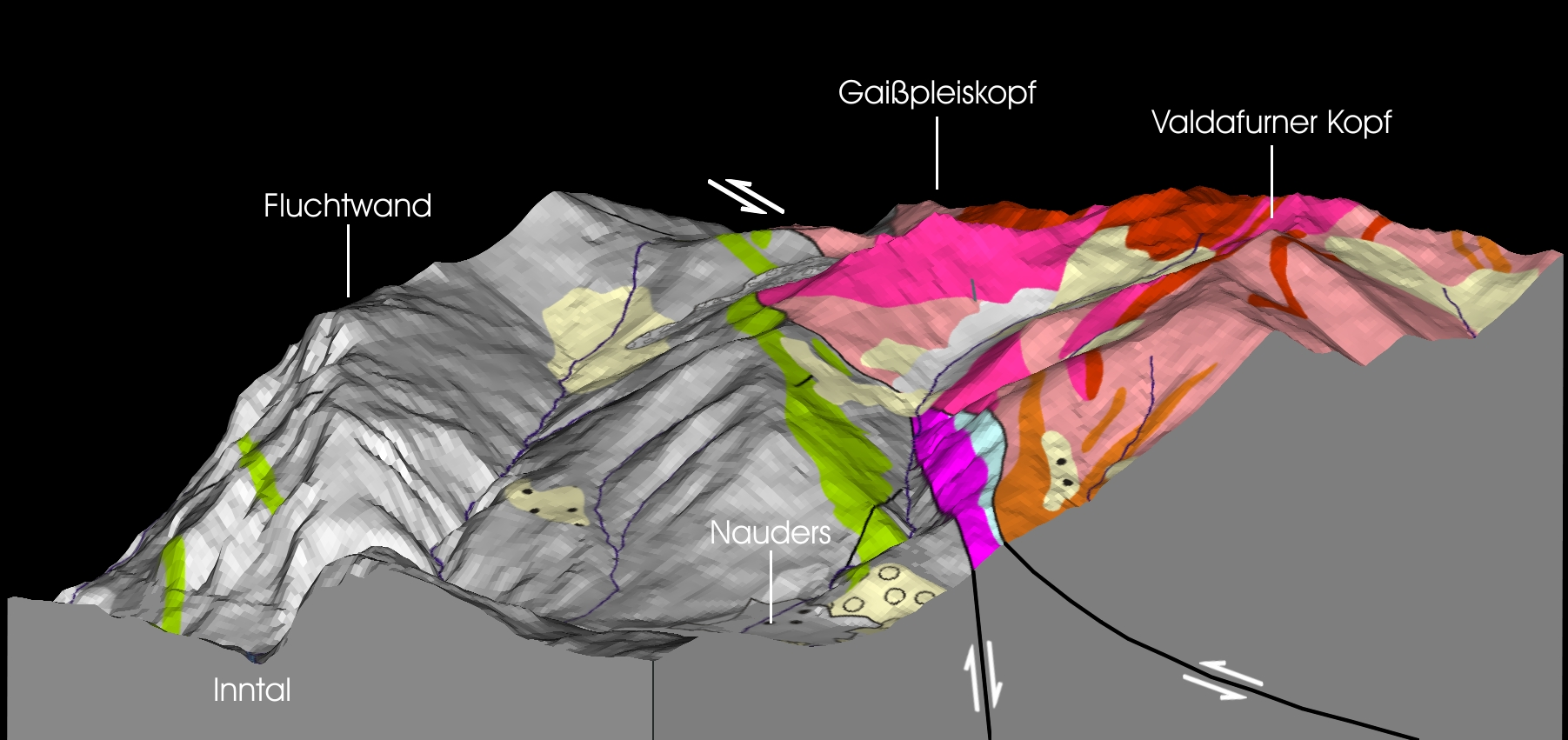
Blick gegen ONO ins Hintergamor und ins Val di Gastei (links) aus der Gegend der Norberthöhe (digitales Geländemodell mit geologischer Karte).
Es sind 3 Decken zu sehen, getrennt durch 2 Störungen: Rechts die Ötztaldecke in bunten Farben, unter der Schlinig-Überschiebung der eingeklemmte Rest der Scarl-Decke, bestehend aus dem sog. Obere Gneiszug (purpurrot) und aufliegendem Dolomit (hellblau). Auf der NW-Seite der Engadiner Störung die Bündnerschiefer (grau) und Metabasalte (grün) der Pfundser Zone.
Im Hintergamor treffen die Schlinig-Überschiebung und die steil stehende Engadiner Störung zusammen; dann verschwindet letztere unter der Ötztaldecke. Das bedeutet, dass der weiter nach NO fortsetzende Rand des Engadiner Fensters im Hintergrund eindeutig die Schliniger Überschiebung ist und dass die Überschiebungsbewegung in ihrer Endphase noch jünger ist als die Engadiner Störung.

In einer weiteren Spätphase erfolgte im höheren Stockwerk eine querlaufende, westgerichtete Überschiebung der Ötztaldecke über die Silvretta-Decke und Scarl-Decke (Schlinig-Überschiebung). Diese Bewegung wirkte sich aber auch auf Einheiten im Ostteil des Fensterinneren aus und musste daher nach der Aufwölbung im Oberen Miozän stattgefunden haben (Es sind aber auch noch wesentlich ältere mittelkretazische und paläogene Bewegungen an dieser Störungsfläche bekannt, ferner soll sie als Detachment der Dehnungstektonik wirksam gewesen sein).